# 若月正吾
若月 正吾（わかつき しょうご、1916年11月8日 - 2001年12月）は、日本の仏教学者・僧侶。専門は禅学。山梨県東山梨郡牧丘町出身。
1942年駒澤大学文学部仏教学科卒業。その後、世田谷学園中学校教諭や曹洞宗宗学研究所研究員、学校法人駒澤大学職員を経て、1963年駒澤大学仏教学部専任講師。1964年同仏教学部教授。1965年駒澤大学教務部長。1973年同附属図書館長。1975年苫小牧駒澤短期大学学長・駒澤大学附属苫小牧高等学校校長・駒澤大学苫小牧学園理事長。1976年駒澤大学北海道教養部3代部長・岩見沢駒澤短期大学3代学長・駒澤大学附属岩見沢高等学校3代校長・駒澤大学岩見沢学園3代理事長・駒澤大学保育専門学校初代学校長（講師兼任）。1978年駒澤大学副学長。同仏教学部教授。1989年駒澤大学定年退職。同名誉教授。山梨県広禅院住職。

## 著書
- 『道元禅とその周辺』山喜房仏書林 1986.7
- 『日用清規通解』無量宗寿述：若月著 中山書房仏書林 2001

## 注
1. ↑  以上につき、「渡部賢宗博士 略歴」『駒澤大学北海道教養部研究紀要 27号 渡部賢宗教授退職記念号』駒澤大学北海道教養部、1992.3、巻頭1頁以下